# Associazione Calcio Ospitaletto 1984-1985
Questa voce raccoglie le informazioni riguardanti l'Associazione Calcio Ospitaletto nelle competizioni ufficiali della stagione 1984-1985.

## Rosa
| N. |                   | Ruolo | Calciatore           |
| -- | ----------------- | ----- | -------------------- |
|    | Italia (bandiera) | C     | Massimo Bodini       |
|    | Italia (bandiera) | C     | Antonio Boglioli     |
|    | Italia (bandiera) | P     | Ruggero Casari       |
|    | Italia (bandiera) | A     | Roberto Fabris       |
|    | Italia (bandiera) | C     | Maurizio Gilardi     |
|    | Italia (bandiera) | D     | Sergio Lancini       |
|    | Italia (bandiera) | D     | Andrea Maiani        |
|    | Italia (bandiera) | A     | Cristiano Masuero    |
|    | Italia (bandiera) | C     | Massimo Mazzucchelli |

| N. |                   | Ruolo | Calciatore            |
| -- | ----------------- | ----- | --------------------- |
|    | Italia (bandiera) |       | Mineni                |
|    | Italia (bandiera) | D     | Marco Monza           |
|    | Italia (bandiera) | C     | Adelio Moro           |
|    | Italia (bandiera) | C     | Walter Mostosi        |
|    | Italia (bandiera) | C     | Vincenzo Papes        |
|    | Italia (bandiera) | C     | Alessandro Quaggiotto |
|    | Italia (bandiera) | D     | Carlo Tonon           |
|    | Italia (bandiera) | A     | Angelo Zambetti       |
|    | Italia (bandiera) | A     | Osvaldo Zobbio        |